# Josué (sumo sacerdote)
Josué (Hebraico: יְהוֹשֻׁוּעַ, Yəhōšua'), também chamado de Josué, o Sumo Sacerdote era, de acordo com a Bíblia, a primeira pessoa escolhida para ser o Sumo Sacerdote para a reconstrução do templo judaico, após o retorno dos judeus do cativeiro babilônico (Zacarias 6 : 9–14) e (Esdras 3).

## Vida
Josué, era filho de Jozadaque, serviu como Sumo Sacerdote ca. 515–490 AEC na Lista comum dos sumos sacerdotes de Israel . Essa datação é baseada no período de serviço aos 25-50 anos (de acordo com Números 8), em vez de aos 30-50 anos (de acordo com Números 4).
O texto bíblico credita Josué entre os líderes que inspiraram um impulso para a reconstrução do templo, em Esdras 5:2. Mais tarde, 10:18, alguns de seus filhos e sobrinhos são considerados culpados de casamento misto.
Os fatos relativos à parte posterior da vida de Josué dependem em parte de Josué ainda estar vivo na época de seu aparecimento em uma visão de Zacarias. Se a visão se relaciona com a purificação do templo por Neemias em 13:28, então o noivado do trisneto de Josué com a filha de Sambalate, o horonita, colocaria Josué em seus 90 anos se ele ainda estivesse vivo.

## Aparição em visão
No livro de Zacarias 3: 6–10 , o profeta Zacarias teve uma visão dada a ele por um anjo do Senhor na qual a restauração e purificação dos deveres sacerdotais de Josué são confirmados. Incluídos nas visões estavam requisitos que se esperava que Josué cumprisse. Estes incluíam: (1) andar nos caminhos de Deus, (2) guardar os requisitos (a lei), (3) governar a casa de Deus, (4) tomar conta dos meus tribunais; ao cumprir esses deveres, o anjo do Livro de Zacarias concedeu acesso ao templo interno a Josué e seu companheiro sacerdote. A visão também serviu para purificar Josué e santificá-lo para os preparativos de seus deveres sacerdotais.
Alternativamente, se Josué tivesse de fato morrido antes dos eventos de Neemias 13, então é possível que a visão pretendesse retratar uma cena da sala do trono celestial de Satanás e o anjo disputando pela alma de Josué, e o alvo pretendido da alegoria é o em seguida, sumo sacerdote servindo, seu neto, Eliasibe.

## Sucessória
Após a restauração do Templo:
- Josué, filho de Jozadaque, 515-490 aC, depois de sua morte, o diabo e o arcanjo tinham disputado o seu corpo, na alegoria de Zacarias 3. (Zacarias 3:1-6)
- Joiaquim, filho de Josué, 490-470 (Neemias 12:10)
- Eliasibe, filho de Joiakim, 470-433 aC
- Joiada, filho de Eliasibe, 433-410 aC, se casara com uma filha de Sambalate, que se tornara inimigo de Neemias (Neemias 13:28).
- Joanã, filho de Joiada, 410-371 aC
- Jaddua, filho de Joanã, 371-320 aC